# BackBox
 (mars 2024).

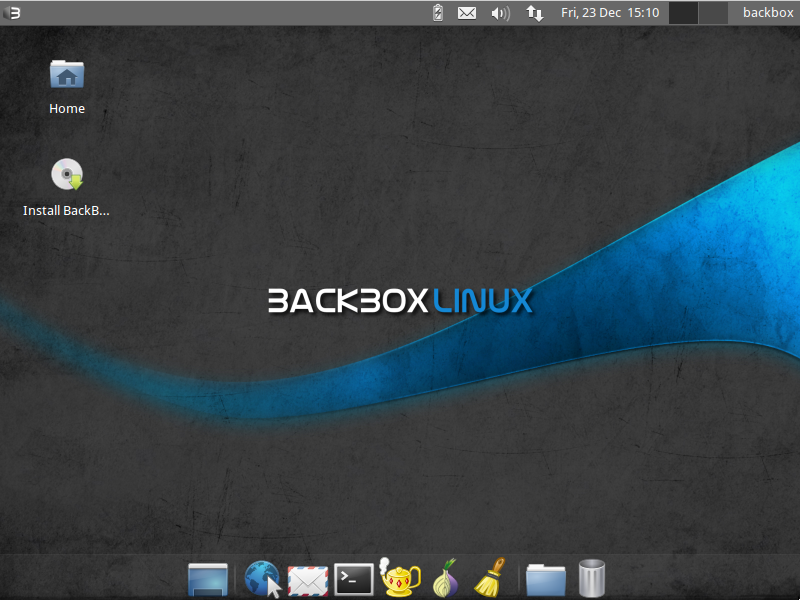
Capture d'écran du bureau de BackBox

BackBox est une distribution Linux basée sur Ubuntu et orientée vers les tests d' intrusion et l'évaluation de la sécurité, fournissant une boîte à outils d'analyse des réseaux et des systèmes informatiques. Il comprend un ensemble complet d'outils requis pour le piratage éthique et les tests de sécurité.

## Contenu
L'objectif principal de BackBox est de fournir un système alternatif, personnalisable. BackBox utilise le gestionnaire de fenêtres léger Xfce. Il a une communauté derrière lui.
Il comprend certains des outils Linux de sécurité et d'analyse les plus utilisés, visant plusieurs objectifs, allant de l'analyse d'applications Web à l'analyse de réseau, des tests de résistance au reniflage, y compris également l'évaluation de la vulnérabilité, forensic et des exploitations[source secondaire souhaitée].

## Releases
| Date              | Libérer             |
| ----------------- | ------------------- |
| 9 septembre 2010  | BackBox Linux RC    |
| 3 septembre 2011  | BackBox Linux 2 ,   |
| 2 janvier 2012    | BackBox Linux 2.01  |
| 24 avril 2012     | BackBox Linux 2.05  |
| 24 octobre 2012   | BackBox Linux 3.0 , |
| 23 janvier 2013   | BackBox Linux 3.01  |
| 23 mai 2013       | BackBox Linux 3.05  |
| 20 septembre 2013 | BackBox Linux 3.09  |
| 16 janvier 2014   | BackBox Linux 3.13  |
| 11 octobre 2014   | BackBox Linux 4.0   |
| 29 janvier 2015   | BackBox Linux 4.1   |
| 27 avril 2015     | BackBox Linux 4.2   |
| 20 juil. 2015     | BackBox Linux 4.3 , |
| 12 octobre 2015   | BackBox Linux 4.4 , |
| 27 janvier 2016   | BackBox Linux 4.5   |
| 08 mars 2016      | BackBox Linux 4.5.1 |
| 26 mai 2016       | BackBox Linux 4.6   |
| 8 décembre 2016   | BackBox Linux 4.7   |
| 21 juillet 2017   | BackBox Linux 5     |
| 9 mars 2018       | BackBox Linux 5.1   |
| 9 août 2018       | BackBox Linux 5.2   |
| 18 février 2019   | BackBox Linux 5.3   |
| 11 juin 2019      | BackBox Linux 6     |
| 15 mai 2020       | BackBox Linux 7     |
| 15 novembre 2022  | BackBox Linux 8     |

## Catégories
Les catégories BackBox Linux sont répertoriées comme suit[source secondaire souhaitée] :
- La collecte d'informations
- Évaluation de la vulnérabilité
- Exploitation
- Escalade des privilèges
- Maintenir l'accès
- Documentation et rapports
- Ingénierie inverse
- Ingénierie sociale
- Informatique légale
- Analyse VoIP
- Analyse sans fil
- Divers